# Lytta flavicinereus
Lytta flavicinereus là một loài bọ cánh cứng trong họ Meloidae. Loài này được Blatchley miêu tả khoa học năm 1910.